# Amateurs de Mickey
Pour plus de détails, voir Fiche technique et Distribution.
Amateurs de Mickey (Mickey's Amateurs) est un dessin animé de Mickey Mouse produit par Walt Disney pour United Artists et sorti le 17 avril 1937.

## Synopsis
Mickey tient un radio-crochet dans lequel défilent ses amis. Pat Hibulaire se fait sortir au début de l'émission. Donald suit, mais a oublié les paroles de Petite étoile et refuse de partir. Ensuite, Clara et Clarabelle font un morceau d'opéra avec Clarabelle au piano. Donald revient ensuite déguisé et armé d'une mitrailleuse. Dingo est le suivant avec un char-orchestre sur lequel il prend place et joue d'une vingtaine d'instruments, mais la machine s'emballe.

## Fiche technique
- Titre original : Mickey's Amateurs
- Autres Titres[1] :
  - Allemagne : Mickys Talentschuppen
  - Finlande : Harrastajailta
  - France : Amateurs de Mickey
  - Suède : Musse Piggs radiocabaret
- Série : Mickey Mouse
- Réalisateur : Pinto Colvig, Erdman Penner, Walt Pfeiffer
- Animateur : Art Babbitt, Al Eugster, Ed Love
- Voix : Pinto Colvig (Dingo), Walt Disney (Mickey), Florence Gill (Clara Cluck), Clarence Nash (Donald),
- Musique : Oliver Wallace
- Producteur : Walt Disney
- Distributeur : United Artists
- Date de sortie : 17 avril 1937[2]
- Format d'image : Couleur (Technicolor)
- Son : Mono
- Durée : 8 min
- Langue : (en)
- Pays :  États-Unis

## Voix françaises
- Vincent Violette : Mickey Mouse
- Sylvain Caruso : Donald Duck
- Roger Lumont : Dingo

## Commentaires
Ce film n'est pas sans rappeler le film Diffusion Maison (The Barnyard Broadcast, 1931) mais avec en vedette le trio Donald, Dingo et Mickey au lieu de Minnie et Pluto.